# Чемпионат Европы по хоккею с шайбой 1927
12-йЧемпионат Европы по хоккею с шайбой под эгидой ЛИХГ проходил с 24 по 29 января 1927 года в Вене (Австрия). В турнире участвовало всего лишь шесть команд, в отличие от девяти в годом ранее. Из-за политических разногласий не принимал участие действующий чемпион Европы — сборная Швейцарии. Сборная Венгрии принимала участие в турнире в первый раз. Сборная Германии участвовала впервые после Первой мировой войны.
Сборная Австрии впервые стала чемпионом Европы. Это победе способствовал высокий зрительский интерес. На матчах австрийцев присутствовало до четырёх тысяч зрителей. Даже некоторые болельщики, не сумевшие попасть на трибуны, пытались смотреть игру через стены с помощью перископа.

## Турнир

### Таблица
| М | Сборная      | И | В | Н | П | ШЗ | ШП | РШ  | О  |
| - | ------------ | - | - | - | - | -- | -- | --- | -- |
| 1 | Австрия      | 5 | 5 | 0 | 0 | 13 | 2  | +11 | 10 |
| 2 | Бельгия      | 5 | 3 | 1 | 1 | 13 | 3  | +10 | 7  |
| 3 | Германия     | 5 | 3 | 0 | 2 | 10 | 7  | +3  | 6  |
| 4 | Польша       | 5 | 1 | 2 | 2 | 11 | 9  | +2  | 4  |
| 5 | Чехословакия | 5 | 1 | 1 | 3 | 7  | 6  | +1  | 3  |
| 6 | Венгрия      | 5 | 0 | 0 | 5 | 1  | 28 | −27 | 0  |

### Результаты
Время местное (UTC+1).
| 24 января 1927 17:00 | Австрия | 6 : 0 (4:0, 2:0) | Венгрия | Арена венской ассоциации фигурного катания, Вена |

| Отчёт                                                   | Отчёт                   | Отчёт   | Отчёт       | Отчёт                 |
| ------------------------------------------------------- | ----------------------- | ------- | ----------- | --------------------- |
|                                                         |                         |         |             |                       |
|                                                         | Курт Воллингер          | Вратари | Бела Ордоди | Судья: Андрэ Поплимон |
|                                                         | Голы:                   |         |             | Судья: Андрэ Поплимон |
| Ульрих Ледерер Вальтер Шелл Ульрих Ледерер Вальтер Шелл | 1:0 2:0 3:0 4:0 5:0 6:0 |         |             | Судья: Андрэ Поплимон |
|                                                         |                         |         |             | Судья: Андрэ Поплимон |
|                                                         |                         |         |             | Судья: Андрэ Поплимон |
|                                                         |                         |         |             | Судья: Андрэ Поплимон |
|                                                         |                         |         |             | Судья: Андрэ Поплимон |
|                                                         |                         |         |             |                       |

| 24 января 1927 20:30 | Чехословакия | 1 : 2 (0:2, 1:0) | Германия | Арена венской ассоциации фигурного катания, Вена |

| Отчёт               | Отчёт       | Отчёт                                   | Отчёт        | Отчёт            |
| ------------------- | ----------- | --------------------------------------- | ------------ | ---------------- |
|                     |             |                                         |              |                  |
|                     | Ян Пека     | Вратари                                 | Матиас Лейсс | Судья: Поль Луак |
|                     | Голы:       |                                         |              | Судья: Поль Луак |
| Йозеф Малечек — 36' | 0:1 0:2 1:2 | 10' — Хорст Орбановски 17' — Эрих Рёмер |              | Судья: Поль Луак |
|                     |             |                                         |              | Судья: Поль Луак |
|                     |             |                                         |              | Судья: Поль Луак |
|                     |             |                                         |              | Судья: Поль Луак |
|                     |             |                                         |              | Судья: Поль Луак |
|                     |             |                                         |              |                  |

| 25 января 1927 17:00 | Германия | 2 : 1 (1:1, 1:0) | Польша | Арена венской ассоциации фигурного катания, Вена |

| Отчёт                                   | Отчёт        | Отчёт                   | Отчёт            | Отчёт            |
| --------------------------------------- | ------------ | ----------------------- | ---------------- | ---------------- |
|                                         |              |                         |                  |                  |
|                                         | Матиас Лейсс | Вратари                 | Эдмунд Чаплицкий | Судья: Поль Луак |
|                                         | Голы:        |                         |                  | Судья: Поль Луак |
| Густав Янекке — 17' Густав Янекке — 22' | 1:0 2:0 2:1  | 10' — Тадеуш Адамовский |                  | Судья: Поль Луак |
|                                         |              |                         |                  | Судья: Поль Луак |
|                                         |              |                         |                  | Судья: Поль Луак |
|                                         |              |                         |                  | Судья: Поль Луак |
|                                         |              |                         |                  | Судья: Поль Луак |
|                                         |              |                         |                  |                  |

| 25 января 1927 20:30 | Чехословакия | 0 : 2 (0:2, 0:0) | Бельгия | Арена венской ассоциации фигурного катания, Вена |

| Отчёт | Отчёт   | Отчёт                                         | Отчёт       | Отчёт                  |
| ----- | ------- | --------------------------------------------- | ----------- | ---------------------- |
|       |         |                                               |             |                        |
|       | Ян Пека | Вратари                                       | Эктор Шатто | Судья: Жак Дитрихштейн |
|       | Голы:   |                                               |             | Судья: Жак Дитрихштейн |
|       | 0:1 0:2 | 06' — Вильгельм Крейтц 21' — Вильгельм Крейтц |             | Судья: Жак Дитрихштейн |
|       |         |                                               |             | Судья: Жак Дитрихштейн |
|       |         |                                               |             | Судья: Жак Дитрихштейн |
|       |         |                                               |             | Судья: Жак Дитрихштейн |
|       |         |                                               |             | Судья: Жак Дитрихштейн |
|       |         |                                               |             |                        |

| 26 января 1927 17:00 | Бельгия | 6 : 0 (2:0, 4:0) | Венгрия | Арена венской ассоциации фигурного катания, Вена |

| Отчёт                                                                      | Отчёт                   | Отчёт   | Отчёт       | Отчёт                 |
| -------------------------------------------------------------------------- | ----------------------- | ------- | ----------- | --------------------- |
|                                                                            |                         |         |             |                       |
|                                                                            | Эктор Шатто             | Вратари | Бела Ордоди | Судья: Ярослав Ржезач |
|                                                                            | Голы:                   |         |             | Судья: Ярослав Ржезач |
| Роджер Буро Вильгельм Крейтц Пьер ван Рейсшут Вильгельм Крейтц Давид Мейер | 1:0 2:0 3:0 4:0 5:0 6:0 |         |             | Судья: Ярослав Ржезач |
|                                                                            |                         |         |             | Судья: Ярослав Ржезач |
|                                                                            |                         |         |             | Судья: Ярослав Ржезач |
|                                                                            |                         |         |             | Судья: Ярослав Ржезач |
|                                                                            |                         |         |             | Судья: Ярослав Ржезач |
|                                                                            |                         |         |             |                       |

| 26 января 1927 20:30 | Австрия | 3 : 1 (2:0, 1:1) | Польша | Арена венской ассоциации фигурного катания, Вена |

| Отчёт                                                    | Отчёт           | Отчёт                      | Отчёт            | Отчёт                     |
| -------------------------------------------------------- | --------------- | -------------------------- | ---------------- | ------------------------- |
|                                                          |                 |                            |                  |                           |
|                                                          | Херманн Вайсс   | Вратари                    | Эдмунд Чаплицкий | Судья: Вильгельм Холцбоер |
|                                                          | Голы:           |                            |                  | Судья: Вильгельм Холцбоер |
| Вальтер Шелл — 03' Херберт Брюк — 22' Херберт Брюк — 37' | 1:0 2:0 3:0 3:1 | 37' — Александр Тупальский |                  | Судья: Вильгельм Холцбоер |
|                                                          |                 |                            |                  | Судья: Вильгельм Холцбоер |
|                                                          |                 |                            |                  | Судья: Вильгельм Холцбоер |
|                                                          |                 |                            |                  | Судья: Вильгельм Холцбоер |
|                                                          |                 |                            |                  | Судья: Вильгельм Холцбоер |
|                                                          |                 |                            |                  |                           |

| 27 января 1927 17:00 | Германия | 5 : 0 (3:0, 2:0) | Венгрия | Арена венской ассоциации фигурного катания, Вена |

| Отчёт                          | Отчёт               | Отчёт   | Отчёт         | Отчёт             |
| ------------------------------ | ------------------- | ------- | ------------- | ----------------- |
|                                |                     |         |               |                   |
|                                | Матиас Лейсс        | Вратари | Матьяш Фаркаш | Судья: Осижинский |
|                                | Голы:               |         |               | Судья: Осижинский |
| Густав Янекке Хорст Орбановски | 1:0 2:0 3:0 4:0 5:0 |         |               | Судья: Осижинский |
|                                |                     |         |               | Судья: Осижинский |
|                                |                     |         |               | Судья: Осижинский |
|                                |                     |         |               | Судья: Осижинский |
|                                |                     |         |               | Судья: Осижинский |
|                                |                     |         |               |                   |

| 27 января 1927 20:00 | Чехословакия | 1 : 1 (1:0, 0:1) | Польша | Арена венской ассоциации фигурного катания, Вена |

| Отчёт               | Отчёт   | Отчёт                      | Отчёт            | Отчёт                 |
| ------------------- | ------- | -------------------------- | ---------------- | --------------------- |
|                     |         |                            |                  |                       |
|                     | Ян Пека | Вратари                    | Эдмунд Чаплицкий | Судья: Андрэ Поплимон |
|                     | Голы:   |                            |                  | Судья: Андрэ Поплимон |
| Йозеф Малечек — 03' | 1:0 1:1 | 26' — Александр Тупальский |                  | Судья: Андрэ Поплимон |
|                     |         |                            |                  | Судья: Андрэ Поплимон |
|                     |         |                            |                  | Судья: Андрэ Поплимон |
|                     |         |                            |                  | Судья: Андрэ Поплимон |
|                     |         |                            |                  | Судья: Андрэ Поплимон |
|                     |         |                            |                  |                       |

| 27 января 1927 21:00 | Австрия | 1 : 0 (0:0, 1:0) | Бельгия | Арена венской ассоциации фигурного катания, Вена |

| Отчёт                | Отчёт         | Отчёт   | Отчёт       | Отчёт               |
| -------------------- | ------------- | ------- | ----------- | ------------------- |
|                      |               |         |             |                     |
|                      | Херманн Вайсс | Вратари | Эктор Шатто | Судья: Вальтер Закс |
|                      | Голы:         |         |             | Судья: Вальтер Закс |
| Ульрих Ледерер — 03' | 1:0           |         |             | Судья: Вальтер Закс |
|                      |               |         |             | Судья: Вальтер Закс |
|                      |               |         |             | Судья: Вальтер Закс |
|                      |               |         |             | Судья: Вальтер Закс |
|                      |               |         |             | Судья: Вальтер Закс |
|                      |               |         |             |                     |

| 28 января 1927 17:00 | Чехословакия | 5 : 0 (2:0, 3:0) | Венгрия | Арена венской ассоциации фигурного катания, Вена |

| Отчёт                                                                                               | Отчёт               | Отчёт   | Отчёт       | Отчёт                  |
| --------------------------------------------------------------------------------------------------- | ------------------- | ------- | ----------- | ---------------------- |
| |                     |         |             |                        |
| | Ян Пека             | Вратари | Бела Ордоди | Судья: Перегрин Шпевак |
| | Голы:               |         |             | Судья: Перегрин Шпевак |
| Йозеф Малечек — 19' Йозеф Малечек — 20' Йозеф Шроубек — 23' Йозеф Малечек — 37' Йозеф Шроубек — 41' | 1:0 2:0 3:0 4:0 5:0 |         |             | Судья: Перегрин Шпевак |
| |                     |         |             | Судья: Перегрин Шпевак |
| |                     |         |             | Судья: Перегрин Шпевак |
| |                     |         |             | Судья: Перегрин Шпевак |
| |                     |         |             | Судья: Перегрин Шпевак |
| |                     |         |             |                        |

| 28 января 1927 20:00 | Бельгия | 2 : 2 (1:1, 1:1) | Польша | Арена венской ассоциации фигурного катания, Вена |

| Отчёт                             | Отчёт          | Отчёт                                    | Отчёт            | Отчёт             |
| --------------------------------- | -------------- | ---------------------------------------- | ---------------- | ----------------- |
|                                   |                |                                          |                  |                   |
|                                   | Эктор Шатто    | Вратари                                  | Эдмунд Чаплицкий | Судья: Вайнбергер |
|                                   | Голы:          |                                          |                  | Судья: Вайнбергер |
| Вильгельм Крейтц Пьер ван Рейсшут | 0:1 :1 2:1 2:2 | Александр Тупальский Казимерж Зебровский |                  | Судья: Вайнбергер |
|                                   |                |                                          |                  | Судья: Вайнбергер |
|                                   |                |                                          |                  | Судья: Вайнбергер |
|                                   |                |                                          |                  | Судья: Вайнбергер |
|                                   |                |                                          |                  | Судья: Вайнбергер |
|                                   |                |                                          |                  |                   |

| 28 января 1927 21:00 | Австрия | 2 : 1 (1:1, 1:0) | Германия | Арена венской ассоциации фигурного катания, Вена |

| Отчёт                          | Отчёт         | Отчёт         | Отчёт        | Отчёт            |
| ------------------------------ | ------------- | ------------- | ------------ | ---------------- |
|                                |               |               |              |                  |
|                                | Херманн Вайсс | Вратари       | Матиас Лейсс | Судья: Поль Луак |
|                                | Голы:         |               |              | Судья: Поль Луак |
| Перегрин Шпевак Ульрих Ледерер | 1:0 1:1 2:1   | Густав Янекке |              | Судья: Поль Луак |
|                                |               |               |              | Судья: Поль Луак |
|                                |               |               |              | Судья: Поль Луак |
|                                |               |               |              | Судья: Поль Луак |
|                                |               |               |              | Судья: Поль Луак |
|                                |               |               |              |                  |

| 29 января 1927 17:00 | Бельгия | 3 : 0 (2:0, 1:0) | Германия | Арена венской ассоциации фигурного катания, Вена |

| Отчёт                                                           | Отчёт       | Отчёт   | Отчёт        | Отчёт                |
| --------------------------------------------------------------- | ----------- | ------- | ------------ | -------------------- |
|                                                                 |             |         |              |                      |
|                                                                 | Эктор Шатто | Вратари | Матиас Лейсс | Судья: Йозеф Малечек |
|                                                                 | Голы:       |         |              | Судья: Йозеф Малечек |
| Давид Мейер — 13' Пьер ван Рейсшут — 17' Вильгельм Крейтц — 37' | 1:0 2:0 3:0 |         |              | Судья: Йозеф Малечек |
|                                                                 |             |         |              | Судья: Йозеф Малечек |
|                                                                 |             |         |              | Судья: Йозеф Малечек |
|                                                                 |             |         |              | Судья: Йозеф Малечек |
|                                                                 |             |         |              | Судья: Йозеф Малечек |
|                                                                 |             |         |              |                      |

| 29 января 1927 20:00 | Польша | 6 : 1 (3:0, 3:1) | Венгрия | Арена венской ассоциации фигурного катания, Вена |

| Отчёт | Отчёт            | Отчёт   | Отчёт       | Отчёт                 |
| ----- | ---------------- | ------- | ----------- | --------------------- |
|       |                  |         |             |                       |
|       | Эдмунд Чаплицкий | Вратари | Бела Ордоди | Судья: Андрэ Поплимон |
|       |                  |         |             | Судья: Андрэ Поплимон |
|       |                  |         |             | Судья: Андрэ Поплимон |
|       |                  |         |             | Судья: Андрэ Поплимон |
|       |                  |         |             | Судья: Андрэ Поплимон |
|       |                  |         |             | Судья: Андрэ Поплимон |
|       |                  |         |             | Судья: Андрэ Поплимон |
|       |                  |         |             |                       |

| 29 января 1927 21:00 | Чехословакия | 0 : 1 (0:0, 0:1) | Австрия | Арена венской ассоциации фигурного катания, Вена |

| Отчёт | Отчёт   | Отчёт              | Отчёт         | Отчёт            |
| ----- | ------- | ------------------ | ------------- | ---------------- |
|       |         |                    |               |                  |
|       | Ян Пека | Вратари            | Херманн Вайсс | Судья: Поль Луак |
|       | Голы:   |                    |               | Судья: Поль Луак |
|       | 0:1     | 38' — Херберт Брюк |               | Судья: Поль Луак |
|       |         |                    |               | Судья: Поль Луак |
|       |         |                    |               | Судья: Поль Луак |
|       |         |                    |               | Судья: Поль Луак |
|       |         |                    |               | Судья: Поль Луак |
|       |         |                    |               |                  |

### Итоговое положение команд
| 1  | Австрия      |
| 2  | Бельгия      |
| 3  | Германия     |
| 4. | Польша       |
| 5. | Чехословакия |
| 6. | Венгрия      |

| Чемпион Европы по хоккею с шайбой 1927 |
| Австрия Первый титул                   |